# 新德意志硬式
新德意志硬式（德語：Neue Deutsche Härte，德語：[ˈnɔʏə ˈdɔʏtʃə ˈhɛʁtə]；直译： “新德国硬度”，有时缩写为NDH），又名新德意志酷派搖滾浪潮或舞曲金属（dance-metal），是一個於1990年代在德國境內開始發展的一個硬式搖滾和重金屬音樂的趨勢。該種類型的音樂結合了以低沉且清晰的主唱嗓音，背景編曲經常以電吉他扭曲的長音加上鼓以及鍵盤的運用，同時亦使用各種音源的合成、混音和電子鼓。它于20世纪90年代初期至中期以及21世纪初在德国和奥地利发展起来。该术语指的是新德国之声的风格，是在1995年德国战车发行首张录音室专辑 《Herzeleid》后由音乐媒体创造的。
Oomph！被視為是該音樂類型的濫觴，並啟發了日後的德国战车（Rammstein），後者則是第一個以商業取向而能打入美國和世界各地市場當中的團體。

## 脚注
1. ↑  用于描述不唱德语的新德意志硬式乐队的术语